# شانون آلبری
شانون آلبری (انگلیسی: Shannon Albuery؛ زادهٔ) بازیکن فوتبال اهل انگلستان است که در پست مهاجم برای یوویل تاون بازی می‌کند.